# LOB
LOB, LOB-тип — в PL/SQL, SQL1999 — тип данных, используемый для хранения больших объектов (Large OBject). При выборе значения любого LOB-типа посредством оператора SELECT возвращается указатель, а не само значение; кроме того, типы LOB могут быть и внешними.

## LOB-типыOracle
Макс. размер — 128 Тбайт.
Поддерживаемые LOB-типы:
- BFILE — внешний двоичный файл
- BLOB — внутренний двоичный объект
- CLOB — внутренний символьный объект
- NCLOB — внутренний символьный объект, учитывающий национальный набор символов

## Процедуры и функции для работы с LOB-типами
В таблице процедуры и функции, которые используются для работы с LOB-типами.
| Синтаксис                                | Описание                                                           |
| ---------------------------------------- | ------------------------------------------------------------------ |
| APPEND (d1,d2)                           | Добавляет d2 к d1                                                  |
| COMPARE(d1,d2,n, pos1,pos2)              | Сравнивает n байт значений d1 и d2                                 |
| COPY (d, s, n, dp, sp)                   | Копирует n байт из d в s.                                          |
| FILEOPEN (bdata, m)                      | Открывает объект типа BFILE в режиме, указанном параметром m       |
| LOADFROMFILE (bdata1,data2,n, pos1,pos2) | Копирует n байт объекта типа BFILE bdata1 в любой объект LOB data2 |
| GETLENGTH (data)                         | Возвращает длину указанного объекта LOB                            |
| READ (data, n, pos, buf)                 | Читает из объекта data n байт                                      |
| WRITE (data, n, pos, buf)                | Копирует из буфера buf n байт                                      |
| EMPTY_CLOB (), EMPTY_BLOB ()             | Создают «пустой» объект указанного типа                            |